# 무급노동

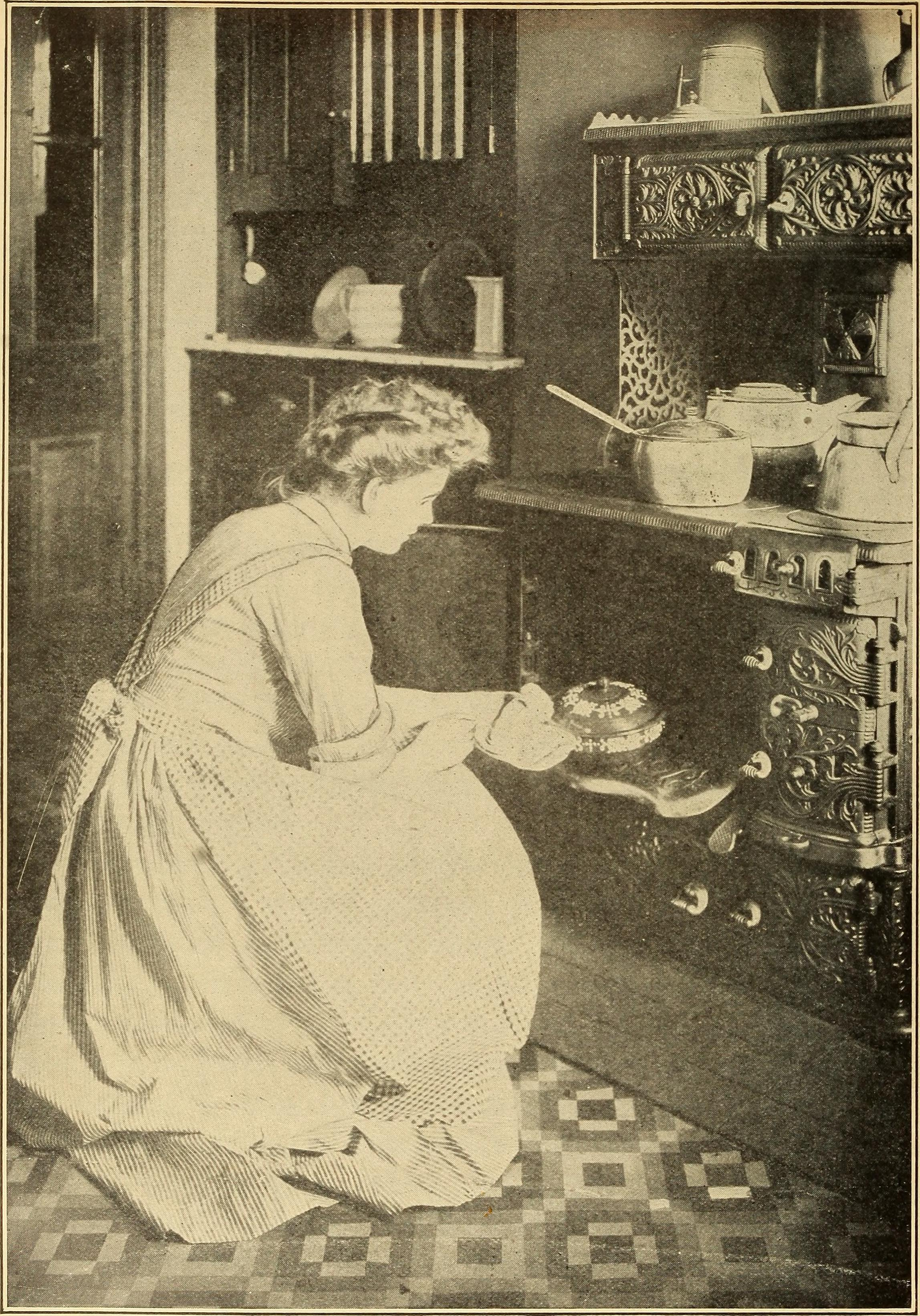
가족을 위해 식사를 준비하는 것으로 무급 가사노동에 참여하는 여성

무급 노동은 직접적인 보수를 받지 않는 노동이다. 무급노동은 다음 두 가지 범주 중 하나에 속하는 비시장 노동이라고 할 수 있다. (1) 국내 총생산 (GDP)과 같이 유엔 국민 계정 체계(SNA)의 생산 범위 내에 배치되는 무임금 노동, 또는 (2) 가정 내에서 발생하는 가사 노동과 같이 생산활동의 경계를 벗어난 무임금 노동 (비 SNA 노동).무급 노동은 다양한 형태로 발견되며 가사노동에만 국한되지 않는다. 다른 유형의 무급 노동은 자원봉사와 무급 고용 형태의 인턴도 포함된다.
유엔 통계위원회(UNSD)에서 수집한 자료에 따르면 전 세계적으로 무급 노동을 담당하는 것은 여성이다. 가정 내 무급 노동의 불균형은 여성이 공적 및 사적인 영역에 참여하는 것에 영향을 미친다. 무급 노동의 일반적인 형태 중 하나는 가사이다. 이러한 노동은 일반적으로 집에 있는 여성이 맡는다. 여성이 무급 가사 노동에 쏟는 엄청난 시간은 여성의 노동 시장에 큰 영향을 미치며, 결과적으로 아동, 사회, 국가에 영향을 미친다.

## 무급 가사 노동

### 유형

#### 무급 돌봄 노동

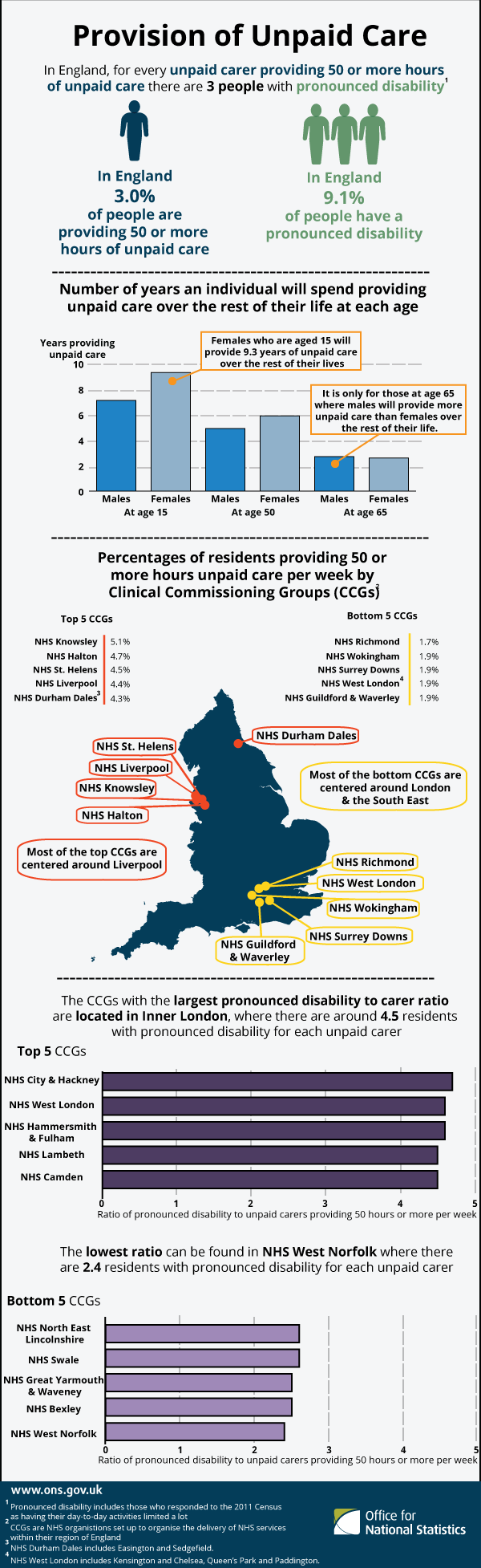
영국의 무급 돌봄 노동 관련 인포그래픽

무급 돌봄 노동에는 일반적으로 요리, 세탁, 청소, 어린이, 노인, 환자 및 장애인 돌보기 등과 같은 일상적인 활동이 포함된다. 무급 돌봄 노동이라는 용어는 주로 가족 구성원을 돌보는 것으로 정의되지만, 무급 SNA 노동이 자급자족을 위한 노동을 포함하는 생산적인 활동을 다룬다는 점을 유의해야 한다.

#### 생식노동
무급 돌봄 노동은 완전히 생물학적인 노동은 아니지만 (부분적으로) 생식적인 노동이다. Debra Satz는 생식 노동을 시장 규범에 따라 처리되어서는 안되는 특수한 노동이라고 여겼다. 이는 출산과 양육 자녀 및 가족 구성원에 대한 돌봄이 포함한다. 출산은 여성의 생식 기관을 가진 사람만이 수행할 수 있는 일이다. 기혼 여성, 미혼모, 또는 다른 여성 가족 구성원 (여자 형제, 이모 등)은 무급 생식 노동의 주요 노동자로 여겨진다. 양육은 생식 및 돌봄 노동 모두에 속하므로 모유 수유 후에는 가족 구성원 누구나 수행할 수 있다.

### 역사
가정에서 여성과 남성의 역할은 식민화와 제국주의에 의해 강화되었다. 예를 들어 패트리샤 그림쇼(Patricia Grimshaw)의 하와이 연구에서, 뉴잉글랜드 선교사들은 하와이 원주민에게 기독교적 가치를 전파하여 제국 주의자와 식민주의자와 같은 역할을 했다. 원래, 원주민들은 일부다처제를 실시하고 가사에 대한 문제를 겪지 않았다. 기독교 여성들은 가정을 돌보고 남편에게 복종해야 한다는 여성성을 원주민에게 가르치는 것이 그들의 책임이라고 여겼다. 역사적으로 가정 내 여성의 지위는 ‘좋은 아내’이자 ‘좋은 어머니’가 되기 위한 전제 조건으로 간주되었다. 그러나 1960년대 이후 세계화의 산으로 여성이 사회에 진출할 수 있는 새로운 기회가 생겼고, 이는 가정을 돌보는 자로서 여성의 역할에 대한 도전이었다.
세계화의 확산으로 인해 여성들이 경제활동에 참여할 수 있는 기회는 증가했지만, 무급 노동에 할애하는 시간을 줄이지는 못했다. 노동시장에 참여하는 동안 취업에 성공한 여성은 노동의 ‘이중 부담’을 떠안아야 한다. 유급노동과 무급노동 사이의 균형, 일・가정 균형(워라벨)을 찾는 것은 아이를 키우거나 노인 가족을 돌보면서 직무 경력을 쌓으려는 여성들의 끊임없는 투쟁이다. 여성들은 시간과 돈을 어디에 투자할지 계속해서 결정해야 하는데, 이것은 자기 개발에도 영향을 미친다. 결과적으로, 이러한 결정은 국민들의 소득 통계에 의해 측정되는 가정의 생활 수준에 영향을 미친다.
사회규범과 사회에서 요구하는 여성상을 인해 무급 근로의 부담은 주로 가정에서 여성에게 주어진다. 남성은 직장에서 집으로 돌아온 후 돌봄 노동을 수행할 수 있다고 해도, 여성이 주로 돌봄 노동을 맡는 경우가 더 많다.
전통적인 가족관에 따르면 전업주부인 여성이 가계를 부양해야 했지만, 맞벌이 부부가 늘고 고령화가 진행되면서 가사 노동의 상업화는 불가피해졌다. 무급 가사노동의 가치는 무급 노동자의 착취를 방지하기 위해 항상 고려되어야 하며, 따라서 법적인 고용으로 여겨야 한다는 주장이 제기되었다. 또한 무급 가사 노동자에게 ‘간병 수당’을 지급해 노동의 가치를 인정해야 한다는 주장이 있다.
방법론에 관계없이, 다양한 연구에 따르면 가사 노동은 아내에게 과도한 부담을 준다. 그런 와중에, 부부간 부담하는 가사노동의 격차가 어느 정도 줄어들고 있다는 사실도 드러났다. 예를 들어 2000년대 경제 불황기에 저소득층 남성들이 여성에 비해 더 많은 시간 동안 가사 노동을 수행하기도 했다.

### 무급 돌봄 노동에서 여성의 자질
전 세계적으로 사회가 만든 성 규범에 의해 여성은 무급 돌봄 노동의 주체로서 여겨졌다. 여성이 가정 밖에서 정규직으로 고용되었음에도, 가사와 육아 활동을 더 많이 수행했다. 세계화의 결과로, 여성들은 유급과 무급 노동 양쪽에서 더 많이 일할 것으로 기대되어 왔고, 여전히 무급 노동자의 주체로서 노동하고 있다. 이러한 불평등은 고용시장에서 성 불평등을 드러내며 세계화로 인해 변해가는 고용 패턴을 보여주기도 한다. 또한, 사회의 젠더 규범이 어떻게 돌봄 노동에 대한 여성들의 이중 부담을 초래했는지 드러낸다. 이러한 ‘이중부담’ 구조는 금융 위기에 처한 여성의 경제난에 기여했다. 일반적으로 여성은 남성보다 더 많은 불이익을 받는 경향이 있기 때문에 금융위기 동안 더 큰 고통을 겪는다.

### 이중부담

#### 정의
이중 부담은 여성이 직장에서 유급 노동을 한 뒤 집에 돌아와 하루 종일 가사 노동을 해야 하는 현상을 의미한다. 사회적 규범과 기대로 인해 남성과 직장에서 같은 시간을 일하더라도 무급 노동의 부담은 주로 여성에게 돌아간다.

#### 여성에게 미치는 영향
유급 및 무급 노동의 균형을 맞추는 것은 여성에게 부담이다. 이로 인한 스트레스 수준 증가와 관련한 보고도 많다. 사실 여성들은 낮은 삶의 만족도와 웰빙(well-being)을 포함한 우울증, 불안에 대한 증상을 더 많이 겪는 것으로 알려져 있다. 여성이 유급 근로 시간을 늘리면, 그에 상응하는 무급 노동시간을 단축하지 못한다. 또한 남성 역시 여성의 유급 노동 비중을 늘린 것과 같은 비율로 무급 노동 비중을 늘리지 않는다. 2015년 UN 인간 개발 보고서에 따르면, 63개국에서 여성의 일상 중 31%가 무급 노동에 사용되는 반면, 남성의 경우 10%을 사용한다. 여성이 빈곤에 시달리며 기본적인 인프라가 부족한 사회에서는 이러한 이중부담이 더욱 심해진다고 한다. 식량과 물을 쉽게 구할 수 없는 지역에서는 여성의 가사노동 시간이 증가한다.

### 데이터
무급 가사노동을 측정하는 방법으로는 생활시간조사가 가장 자주 사용된다. 생활시간조사는 요리와 같은 무급 가사노동에 소비되는 시간과 같이 다양한 서비스를 제공하는 데 얼마나 많은 시간을 소요하는지 평가하기 위한 방법이다. 사라 감마지(Sarah Gammage)는 생활시간조사를 사용하여 과테말라에서 가구 내, 가족 구성원 간 무급 가사노동에 소비되는 시간을 측정했다. 이 연구는 여성이 가정 내의 모든 가사 노동 중 70%를 수행한다는 것을 밝혀냈다. 마찬가지로, 데비 버들렌거(Debbie Budlenger)는 6개국에서 생활시간조사를 실시했으며, 각 국가의 여성들이 매일 무급 가사 노도의 대부분을 수행하는 것을 발견했다. 그의 연구 결과는 아래 차트에 요약되어 있다.
| 국가             | 여성 | 남성 |
| ---------------- | ---- | ---- |
| 아르헨티나       | 293  | 101  |
| 인도             | 354  | 36   |
| 한국             | 224  | 38   |
| 니카라과         | 318  | 66   |
| 남아프리카공화국 | 273  | 91   |
| 탄자니아         | 262  | 44   |

다른 조사에서, Liangshu Qi와 Xiao-yuan Dong은 중국에서 여성이 하루 중 138분 동안 무급 노동을 하는 반면, 남성들이 58분을 할애하는 것을 알아냈다.
유엔 통계위원회가 수집한 시계열 데이터는 여성이 전 세계 가사 노동의 절반 이상을 수행한다는 주장을 직접적으로 뒷받침한다. 여성과 남성 무급 노동 시간의 불균형은 개발 도상국에서 가장 크다. 이 데이터는 80개국에서 7일간 24시간 다이어리를 통해 수집한 자료에 대한 평균이다. 상위 10개국은 스웨덴, 노르웨이, 덴마크, 네덜란드, 핀란드, 스칸디나비아 국가 3곳 (시간의 불균형이 가장 낮은 국가부터 높은 국가 순)이다. 스웨덴은 3.33시간을 기록하며 가장 작은 차이를 보였다.
이에 비해 알제리, 튀니지, 멕시코, 이라크, 과테말라 등은 여성과 남성의 시간 차가 하루 평균 18시간 이상이었다. 멕시코와 과테말라 모두 여성의 가사노동 비율이 하루 평균 약 3시간을 초과했다.
남성 가사 노동만 조사한 말라위의 데이터에 따르면 남성은 하루 평균 1.25시간 가사 노동을 하며 이는 2004년 캄보디아 남성이 가사 노동에 할애한 시간과 동일하다. 기타 남성의 가사 노동 참여가 열악한 국가로는 파키스탄 (남성 : 1.81시간, 18.06시간 불일치), 말리(남성 : 2.50시간, 17.92 시간 불일치), 일본 (남성 : 2.92시간, 12.01시간 불일치), 팔레스타인 (남성 : 3.06시간, 16.11 시간 불일치) 등이 있다.
반면, 말라위에서 여성이 가사 노동에 소비하는 시간은 주당 최소 8.68시간이다. 2014년 미국의 데이터에 따르면 여성은 주당 14.58시간의 가사 노동을 수행한다. 1년 치 이상의 데이터를 보유한 국가의 가사 노동 분업 추이를 살펴보면 35개국 중 14국에서 평균 0.99~12.99시간 정도 여성의 무급 노동 비율이 줄어든 것으로 나타났다.

### 성별과 무급 노동
성 역할은 남성과 여성의 특정한 범주에 대한 이상적이고 적절한 행동을 규정한다. 여성에게는 경제적으로 남성에게 의존하는 역할이 부여되어왔고, 여성은 남성이 책임져야 할 대상으로 간주되었다. 이러한 구조는 여성이 경제력을 가질 수 있는 방법으로 남성과의 결혼을 택하도록 길들였다. 이러한 불평등은 여성의 욕구와 권리를 비가시화하여 남성이 계속해서 여성을 지배하고 여성을 종속되는 대상으로 여기도록 만들었고, 여성과 남성 사이의 의존을 은폐한다. 비가시화된 ‘이중 의존’은 여성이 남성의 소독에 의존하는 것처럼 남성 역시 가정 및 생신 노동 측면에서 여성에게 의존하는 것을 말한다.
많은 사회에서 여성의 역할로 출산, 노약자 돌보기, 음식과 의복 준비 등을 요구한다. 더불어, 여성의 성 역할은 경제적인 측면에서도 고정되어 있다. 그들의 경제적 기여는 재혼이나 유료 서비스에 의해 쉽게 대체가 가능하기 때문이다. 돌봄 노동은 사고팔 수 있는 대상이지만, 대부분의 돌봄 노동은 무급이며 공식적으로 인정되지 않는다. 남성이 생계를 책임지고 여성이 가사를 책임지는 사회적 성 역할은 남성과 여성의 관계를 서비스 제공으로 교환하는 경제적 관점에 의해 강화되었다. 이러한 구조는 가부장적 통제를 기반으로 하며, 이는 여성을 가정을 보살피는 관계형으로, 남성을 오직 돈 제공만을 위한 개인적인 대상으로 만든다. 결과적으로 무임금 돌봄 노동 분야에서 남성은 성별 노동 분업에 의해 여성보다 적은 책임을 진다.

### 영향
여성에게 부과되는 무급 노동의 불균형적인 분업은 가정 밖의 생활에 부정적인 영향을 미친다. 그들의 무급 노동은 고용 시장에 진입하는 데에 장벽이 되거나, 취업이 되더라도 여전히 노동의 이중 부담을 떠안아야 한다.
1995년 UNDP의 여성 및 개발 보고서는 ‘산업’, ‘개발 도상’, ‘전환 경제’로 구분된 국가의  생활시간 조사를 수행하여 여성과 남성이 유급 및 무급 노동과 지역 사회 노동에 소비하는 시간을 분석했다. 그들은 거의 모든 나라에서 여성들이 남성들보다 더 오래 일했지만 경제적 보상을 덜 받았다는 사실을 발견했다. 이 경우는 ‘산업도시’와 ‘개발도상국’ 모두에서 남성들은 수익의 안정을 보장받았지만 여성의 노동은 여전히 무임금, 비인정, 저평가된 상태였다. 또한 유급 및 무급 근로 시간의 경우, ‘산업도시’에서 여성은 노동 시간 중 3분의 2를 무급 노동에 나머지를 유급 노동에 지출하는 것으로 나타났다. 개발도상국 여성들은 3분의 2를 무급 노동에 사용하였고, 남성은 4분의 1을 사용하였다. 루스 피어슨 (Ruth Pearson)은 개발 도상국의 남성들은 ‘여성의 일’을 거부하는 경향이 있어 여성들이 무급 노동을 수행한다고 주장했다. 특히 나이지리아와 에콰도르와 같은 개발도상국에서 여성들이 남성의 참여를 유도하기 보다 대가족의 무급 노동을 수행하고 있음에도 불구하고 성별 간 불균등한 분배는 세계적으로 유지되고 있다.

#### 무급 가사노동이 여성에게 미치는 영향
생활시간조사는 여성이 남성보다 무급 노동을 하는데 훨씬 많은 시간을 소비한다는 것을 보여준다. 여성들이 남성들보다 더 많은 무급 가사 노동을 수행하는 가운데, 여성은 또한 취업시장에서 더 적은 시간을 소비하고 있고 따라서 가정에 더 낮은 소득을 가져다준다. 전통적으로 여성은 남성보다 수입이 적다고 생각하기 때문에 여성들은 교육과 기술에 대한 투자를 꺼리기도 한다. 이는 여성들을 가사 노동에 안주하게 하여 사회적 규범과 성 불평등을 고착화시킨다.

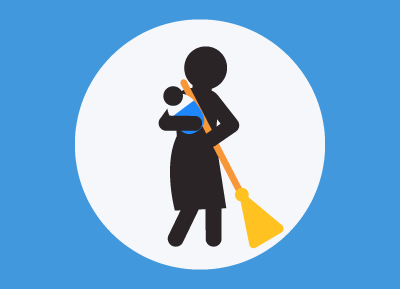
유엔 여성기구 - 무임금 노동

이러한 형태의 성 불평등은 왜 가장 불리한 대상이 여성과 여성 청소년이며, 왜 빈곤 증가가 남성보다 여성에게 더 많은 영향을 미칠지에 대해 설명하는 젠더 리스크(gender risk)에 영향을 미친다.
여성들이 직장에 들어간다고 하더라도, 그들은 여전히 가정 내 무급 노동을 책임져야 한다. 하루 종일 직장에서 일을 하다가 집으로 돌아와 무급 노동을 하루 종일 해야 하는 현상은 이중 부담으로 여겨진다. 이중 부담은 여성들에게 부정적인 영향을 미친다. 왜냐하면, 여성들이 더 적은 시간을 직무에 할애하도록 하고, 결과적으로 남성들이 직장에 더 많은 시간을 쏟게 된다. 따라서 남성이 여성보다 승진할 가능성이 높다. 이중 부담은 또한 여성이 자신을 돌보고 충분히 휴식할 시간을 줄이기 때문에 여성 개인의 행복에도 악영향을 미친다. 이것은 또한 여성의 직장 내 업무 성과에 부정적인 영향을 미친다.

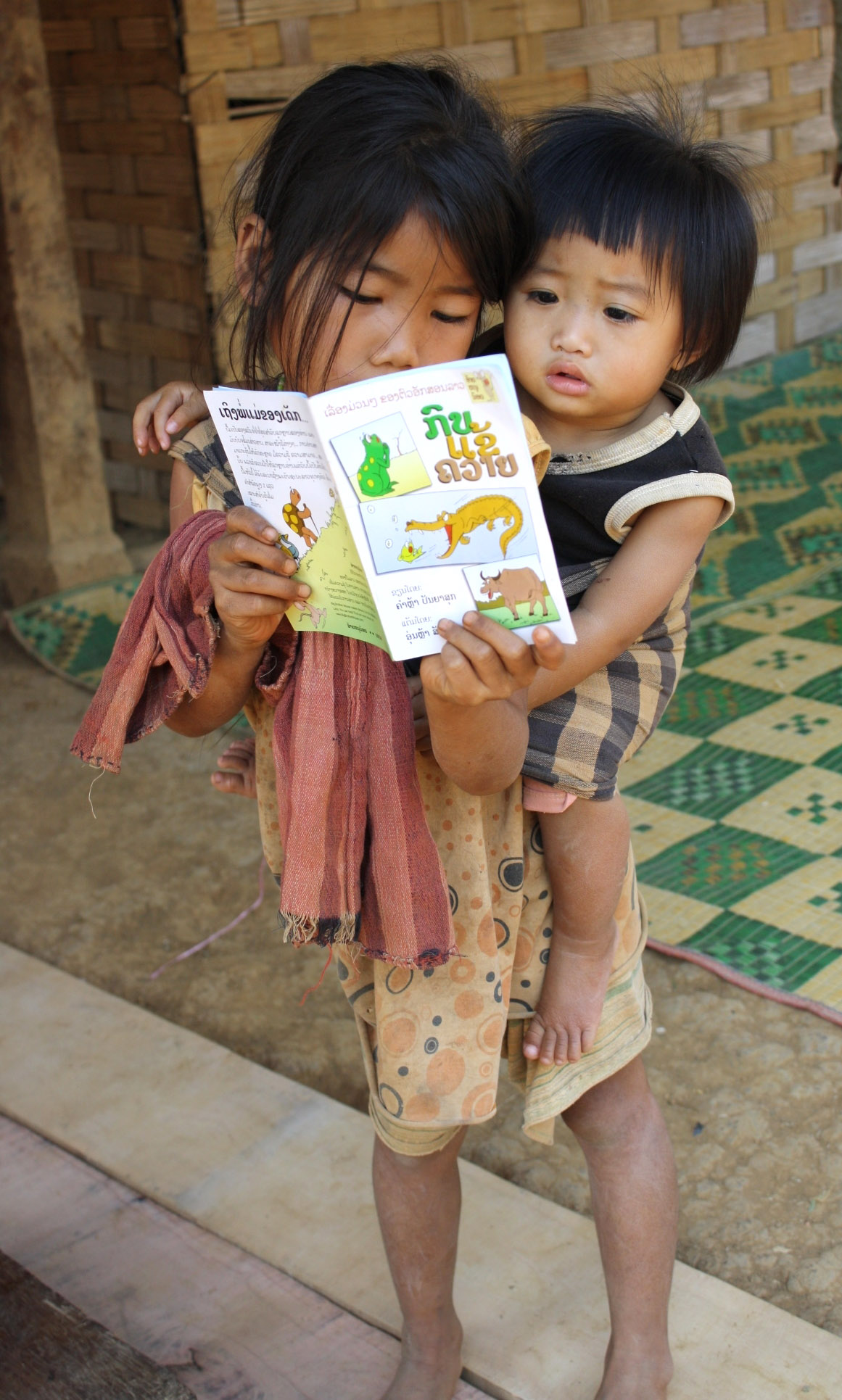
아이가 어린 동생을 돌보고 있다. 이는 무급 돌봄노동의 한 형태이다.

#### 무급 가사노동이 아동에게 미치는 영향
통계에 의하면, 특히 빈민층에서 많은 어린이들이 가사 노동에 참여할 것을 강요받고 있다. 무급 가사노동은 전통적으로 여성의 역할로 여겨왔기 때문에, 무급 노동에 대한 부담 역시 어린 여성 청소년의 몫이다. 이들은 가정 내 무급 노동을 돕기 위해 학교를 중퇴하기도 한다.

#### 무급 가사노동이 경제에 미치는 영향

여성과 남성이 하루 중 무급 노동에 쏟는 시간(OWID)

일부 경제학자들은 무급 가사 노동을 경제적 기여에 포함해야 한다고 주장한다. 여성이 수행하는 무급 노동의 경제적 가치는 국내 총생산(GDP)이나 국민 소득 회계 지표에 포함되지 않는다. 이 때문에 여성 노동은 비가시화되고 가계와 노동 시장의 관계 분석이 어렵다. GDP를 측정할 때 무급노동이 포함되었다면, 2010년에 GDP를 26 % 올렸을 것이다.
무급 노동은 식사와 가정의 청결 등과 같은 중요한 재화와 서비스를 생산하여 경제에 기여한다. 이는 다른 가족 구성원이 여성과 같이 가사 노동에 참여한다면 전체 경제력에도 기여할 수 있다는 것을 의미한다. 이러한 이유로 인디라 히르웨이 (Indira Hirway)는 무급 가사 노동은 소비보다 경제적 생산으로 간주되어야 한다고 주장한다. 그는 무급 가사 노동이 무료도, 자유도 아니기 때문에 표준적인 경제재의 속성을 가지고 있다고 지적한다.

#### 무급 가사노동이 국가에 미치는 영향
무급 가사노동은 국가의 예산 책정에 긍정적인 영향을 미친다. 가족 구성원이 그들의 가족을 부양하고 있지 않다면 가사노동이라는 복지는 국가가 국민들에게 제공해야 한다.이것은 보육, 노인 관리, 의료, 영양 등을 포함한다. 이러한 복지는 무급 가사 노동자가 제공하고 있기 때문에, 국가는 국민들에게 이러한 서비를 제공하기 위해 자원을 소비할 필요가 없다. 따라서 무급 가사 노동은 정부가 지출해야 하는 금액을 절감시킨다. 그러나 청년, 노인, 환자 및 장애인을 위한 간호 서비스에 대한 지출을 삭감할 때, 이러한 돌봄은 주로 여성이 부담하며, 이는 국가의 지출 감소가 여성 노동에 영향을 준다는 것을 의미한다.
Aslanbeigui와 Summerfiel가 지적한 바와 같이, 사회적 지출 감소는 여성과 아이들에게 가장 큰 영향을 미친다. 특히 재정 위기 동안 여성과 아이들은 가장 큰 고통을 겼는다. 그들은 의료, 교육에 대한 지원 감축은 여성에게 불리하게 작용하고 장기적으로는 여성을 빈곤하게 만들어 국가에 더욱 의존하게 한다고 주장한다.

### 경제와 유급노동 시장간의 관계
세계 시장 경제 질서를 유지하기 위해서는 무급 돌봄 노동력이 필요하다. 헨더슨(Henderson)의 케이크 모델에 따르면, 생식 노동과 돌봄 노동은 “모든 경제가 기능할 수 있도록 하는 열쇠(key to the functioning of all economies.)”다.
돌봄 노동은 유급 노동을 수행하는 사람들의 웰빙을 유지하고 생산성을 높인다. 생산성 (시스템 내에서 개인의 이익을 위해 사용되는 능력)은 자본을 생산하는 데에 기여한다. 자본에는 두 가지 유형이 있다. “가치 있는 것”으로 간주되는 모든 것에 금전적 가치를 부여함으로써 세계의 자본주의 관행을 유지하는 금융 자본과 “개인 또는 집단이 소유한 기술, 기술, 지식 경험”을 의미하는 인적 자본이 있다. 경제학자들은 교육, 훈련, 의료 등에 관한 연구를 인적 자본에 대한 투자로 간주한다. 금융 자본을 생산하기 위해 일하는 사람들의 건강과 웰빙을 촉진하기 때문이다. 그러나 인적 자본에 기여하기 위한 노동은 여성들이 수행하기 때문에 금융노동에 비해 저평가된다.
한 가구당 한 명 이상의 개인이 유급 노동 인구에 참여해야 하는 필요성이 커지면서 돌봄 노동이 시장화됐다. (특히 요리, 청소, 양육 / 요리사, 청소부, 보육원) 돌봄 분야의 노동자들은 종종 착취 당하고 낮은 임금을 받으며 불안정한 환경에서 일한다.

### 평가
무급 가사노등의 가치를 특정하는 방법은 기회비용법, 대체비용법, 입출력비용법 3가지다.

#### 기회비용법
기회비용법은 무급 가사 노동자가 취업 시장에서 일할 경우 벌 수 있는 금액을 계산해 무급 가사노동의 가치를 측정한다. 예를 들어, 현재 변호사인 여성이 전업주부라면, 1시간의 무급 가사노동의 가치는 그가 변호사로서 일할 때 버는 시급이다. 이 방법은 큰 결함은 무급 가사노동자 두 명이 동일한 숙련도로 동일한 일을 수행할 수는 있지만, 노동자의 교육 및 기술 수준에 따라 업무 가치가 변한다는 점이다. 직장에서 일을 한다면 얼마나 많은 돈을 벌지 불분명하기 때문에 직업이 없는 여성들에게도 문제가 된다.

#### 시장 대체 원가법
대체 원가법은 무임금 가사 노동의 가치를 해당 서비스를 유료로 이용할 때 드는 금전적 비용으로 계산한다. 예를 들어, 무급 보육은 베이비 시터를 고용하는 비용으로, 식사 준비는 비슷한 수준의 식당에 가는 비용으로 대체한다. 이 방법은 낯선 사람이 아닌 엄마와 시간을 보내는 것에서 오는 부가적인 감성적 가치를 설명할 수 없다는 것이다.

#### 투입 산출 원가법
투입 산출 원가법은 무급 가사노동으로 생산된 경제재와 서비스의 금전적 가치가 시장에서 얼마에 팔릴지 계산하여 무급 노동의 가치를 측정한다.

## 정책
성평등을 위해서는 무급 노동의 가치를 거시적 차원에서 강조하고 무급 노동력을 가구에 재분배하는 적극적인 정책이 필요하다. 다음은 다른 학자들이 제시한 정책에 대한 간략한 설명이다.

#### 국가 차원에서의 데이터 수집
미시적, 거시적 수준의 데이터의 품질과 유용성은 가계 내 노동 분업에 미치는 영향을 연구하고, 무급 노동의 가치를 계산하기 위해 필요한 영역이다. 유엔 통계위원회와 같은 단체들은 여성과 남성이 유급, 무급, 노동에 할애하는 시간과 총 근로시간을 정량적 데이터로 수집한다. 더불어 정성적인 데이터를 수집하는 것은 시장 대체 원가법에 유용하게 쓰일 것이다.

#### 공공 인프라를 위한 투자
공공기금을 자원에 대한 접근성을 높이는 투자로 전환하는 공공 인프라 정책은 특히 개발도상국의 무급 노동 불균형을 해소하는 데에 필수적이다. Koolwal과 van de Walle가 2013년 지적한 바와 같이, 농촌과 개발도상국의 여성들은 물을 모으는 데 상당한 시간을 할애한다. 중동, 북아프리카, 사하라 이남 아프리카, 동남아시아의 국가를 대상으로 한 연구에서 공공 인프라로 물에 대한 접근성이 높아졌을 때, 여성들은 유급 노동 시장에서 일자리를 얻지는 못했지만 무급 노동에 대한 부담을 줄일 수 있었다.

#### 아동, 노인 돌봄 서비스
국가의 역할 중 양질의 저렴한 의료 서비스를 제공할 수 있다는 것을 간과해서는 안 된다. 무급 돌봄 노동은 소득창출에 효과가 없기 때문에 노동자가 노동에 대한 보상을 받고 가족이 서비스를 이용할 수 있도록 지원할 필요가 있다. 유엔 지속 가능 발전 목표 5가지에서도 무급노동의 가치를 인정하는 공공 서비스, 인프라 및 사회 보호 정책 제공을 주장하고 있다.

#### 에너지 정책
가정에서 쓰이는 연료를 수집하는 데 소요되는 시간을 줄이기 위해 정부는 재생 에너지 자원을 지급해야 한다. 더불어, 바이오 가스 생산에 투자하는 것은 실내 공기 오염 감소로 이어진다는 점에서 대안이 될 수 있다.

#### 가족 친화적인 근로 정책
근로 시간 단축, 유연한 유급 휴가 및 재택근무는 가구 내 무급 노동의 재분배 문제를 해결할 수 있다. 낸시 프레이저(Nancy Fraser)의 1994년 기사 기사 "가족 임금 이후 : 성 평등과 복지 국가"에 따르면, 가구의 주당 근로 시간의 감소가 성 평등을 보장하는 가장 효율적인 방안이라고 제안한다. 동시에, 입법 기관은 맞벌이 가구에 국한되지 않고 편부모 가정이 경제적으로 취약하지 않도록, 가구 역학을 인지하는 것이 중요하다

## 같이 보기
- 보육
- 이중부담
- 여성주의 경제학
- 인적 자본
- 보편적 기본소득